# Кейро (Іллінойс)
Кейро (англ. Cairo) — місто (англ. city) в США, в окрузі Александер штату Іллінойс. Адміністративний центр цього округу та найпівденніше місто штату. Населення — 1733 особи (2020).

## Географія
Кейро розташоване за координатами 37°0′23″ пн. ш. 89°10′58″ зх. д. / 37.00639° пн. ш. 89.18278° зх. д. (37.006288, -89.182880). За даними Бюро перепису населення США в 2010 році місто мало площу 23,53 км², з яких 18,05 км² — суходіл та 5,48 км² — водойми. Знаходиться біля місця злиття річок Огайо та Міссісіпі.

### Клімат
| Клімат : Кейро                                                                 | Клімат : Кейро | Клімат : Кейро | Клімат : Кейро | Клімат : Кейро | Клімат : Кейро | Клімат : Кейро | Клімат : Кейро | Клімат : Кейро | Клімат : Кейро | Клімат : Кейро | Клімат : Кейро | Клімат : Кейро | Клімат : Кейро |
| Показник                                                                       | Січ.           | Лют.           | Бер.           | Квіт.          | Трав.          | Черв.          | Лип.           | Серп.          | Вер.           | Жовт.          | Лист.          | Груд.          | Рік            |
| Абсолютний максимум, °C                                                        | 23,9           | 25,0           | 29,4           | 34,4           | 36,7           | 41,1           | 42,2           | 39,4           | 39,4           | 33,3           | 27,8           | 26,1           | 42,2           |
| Середній максимум, °C                                                          | 5,9            | 8,8            | 14,7           | 20,9           | 25,6           | 30,1           | 31,7           | 31,2           | 27,4           | 21,3           | 14,4           | 7,6            | 19,9           |
| Середня температура, °C                                                        | 1,1            | 3,6            | 8,7            | 14,4           | 19,7           | 24,2           | 26,1           | 25,3           | 21,1           | 14,9           | 8,9            | 2,9            | 14,3           |
| Середній мінімум, °C                                                           | −3,8           | −1,6           | 2,7            | 8,0            | 13,8           | 18,4           | 20,4           | 19,4           | 14,8           | 8,4            | 3,5            | −1,7           | 8,6            |
| Абсолютний мінімум, °C                                                         | −24,4          | −20,6          | −14,4          | −3,9           | 2,2            | 7,2            | 13,3           | 10,0           | 3,9            | −2,8           | −15            | −22,8          | −24,4          |
| Середня кількість сонячних годин на місяць                                     | 144,4          | 150,5          | 198,0          | 238,8          | 277,8          | 307,4          | 318,9          | 300,8          | 242,4          | 216,9          | 139,3          | 125,4          | 2660,6         |
| Норма опадів, мм                                                               | 94             | 96             | 103            | 118            | 134            | 99             | 105            | 76             | 81             | 103            | 113            | 114            | 1236           |
| Днів з опадами                                                                 | 8,3            | 9,5            | 9,8            | 10,8           | 10,6           | 9,1            | 7,9            | 6,9            | 6,4            | 7,9            | 9,1            | 10,1           | 106,4          |
| ------------------------------------------------------------------------------ | -------------- | -------------- | -------------- | -------------- | -------------- | -------------- | -------------- | -------------- | -------------- | -------------- | -------------- | -------------- | -------------- |
| Джерело: NOAA (1981–2010 temperature and precipitation normals, sun 1961–1987) |                |                |                |                |                |                |                |                |                |                |                |                |                |

## Історія
У середині 20 століття Кейро стало ареною сутичок білошкірого та чорношкірого населення, що призвело до поступового скорочення чисельності населення за рахунок виїзду та до економічного занепаду міста.
2011 року під час паводків на річці Міссісіпі все місто було евакуйоване.

## Демографія
Згідно з переписом 2010 року, у місті мешкала 2831 особа в 1268 домогосподарствах у складі 677 родин. Густота населення становила 120 осіб/км². Було 1599 помешкань (68/км²).
Расовий склад населення:
| - 69,6 % — чорних або афроамериканців - 27,6 % — білих - 0,4 % — азіатів - 0,2 % — корінних американців |

До двох чи більше рас належало 2,0 %. Частка іспаномовних становила 0,4 % від усіх жителів.
За віковим діапазоном населення розподілялося таким чином: 28,0 % — особи молодші 18 років, 55,4 % — особи у віці 18—64 років, 16,6 % — особи у віці 65 років та старші. Медіана віку мешканця становила 36,9 року. На 100 осіб жіночої статі у місті припадало 83,1 чоловіків; на 100 жінок у віці від 18 років та старших — 75,8 чоловіків також старших 18 років.
Середній дохід на одне домашнє господарство становив 28 901 долар США (медіана — 21 705), а середній дохід на одну сім'ю — 36 734 долари (медіана — 28 750). За межею бідності перебувало 45,7 % осіб, у тому числі 74,2 % дітей у віці до 18 років та 30,9 % осіб у віці 65 років та старших.
Цивільне працевлаштоване населення становило 824 особи. Основні галузі зайнятості: освіта, охорона здоров'я та соціальна допомога — 25,1 %, мистецтво, розваги та відпочинок — 15,9 %, фінанси, страхування та нерухомість — 11,0 %, виробництво — 10,7 %.